# Agnieszka Kapłon-Cieślicka

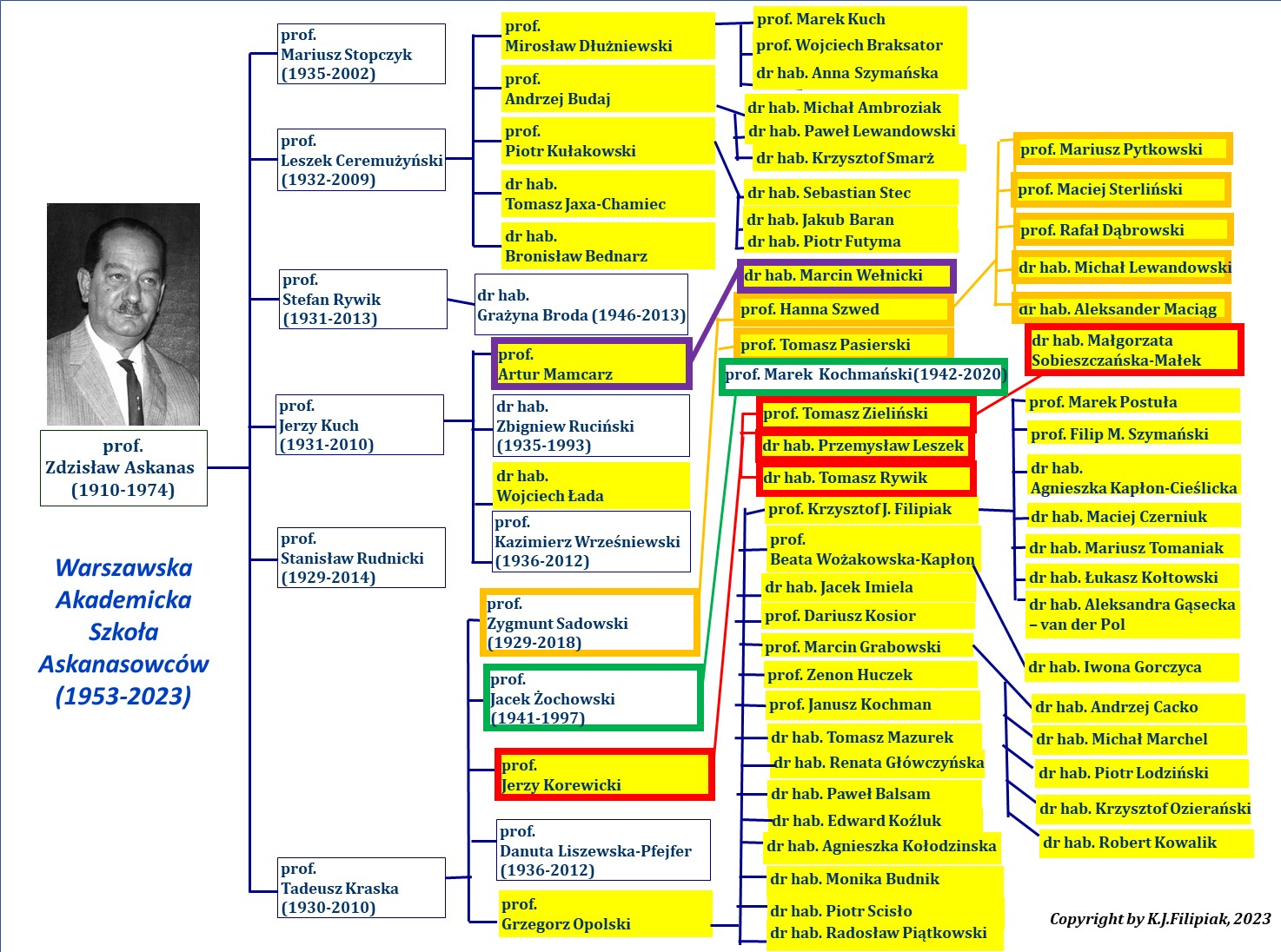
Drzewo genealogiczne przedstawicieli Warszawskiej Akademickiej Szkoły Kardiologii, utworzonej przez prof. Zdzisława Askanasa, do której się zalicza się Agnieszka Kapłon-Cieślicka

Agnieszka Maria Kapłon-Cieślicka – polska lekarka, specjalistka kardiologii, doktor habilitowany nauk medycznych, wykładowczyni akademicka Warszawskiego Uniwersytetu Medycznego. Kontynuatorka Warszawskiej Akademickiej Szkoły Kardiologii, wywodzącej się od prof. Zdzisława Askanasa (tzw. Szkoły Askanasa).

## Życiorys
W 2012 na podstawie napisanej pod kierunkiem prof. Krzysztofa Jerzego Filipiaka rozprawy pt. Laboratoryjna ocena skuteczności leczenia przeciwpłytkowego a wyrównanie metaboliczne chorych na cukrzycę typu 2 uzyskała w I Wydziale Lekarskim z Oddziałem Stomatologicznym Warszawskiego Uniwersytetu Medycznego stopień naukowy doktora nauk medycznych, dyscyplina: medycyna, specjalność: kardiologia. Tam też na podstawie dorobku naukowego oraz monografii pt. Czynniki rokownicze polskich pacjentów z niewydolnością serca - subanalizy rejestru ESC-HF nadano jej w 2017 stopień naukowy doktora habilitowanego nauk medycznych, dyscyplina: medycyna, specjalność: kardiologia.
Została nauczycielem akademickim Warszawskiego Uniwersytetu Medycznego w I Wydziale Lekarskim w I Katedrze i Klinice Kardiologii.